# Saison 1979-1980 de la LIH
Saison précédente Saison suivante
La Saison 1979-1980 est la trente-cinquième saison de la ligue internationale de hockey.
Les Wings de Kalamazoo remportent la Coupe Turner en battant les Komets de Fort Wayne en série éliminatoire.

## Saison régulière
Retour dans la ligue des Gems de Dayton après deux saisons d'inactivités.

### Classement de la saison régulière
Pour les significations des abréviations, voir Statistiques du hockey sur glace.
| Équipe              | PJ | V  | D  | N  | PTS | Bp  | Bc  |
| ------------------- | -- | -- | -- | -- | --- | --- | --- |
| Wings de Kalamazoo  | 80 | 45 | 26 | 9  | 99  | 366 | 274 |
| Gears de Saginaw    | 80 | 43 | 27 | 10 | 96  | 349 | 306 |
| Flags de Port Huron | 80 | 38 | 26 | 16 | 92  | 352 | 300 |
| Generals de Flint   | 80 | 35 | 32 | 13 | 83  | 298 | 316 |
| Mohawks de Muskegon | 80 | 29 | 43 | 8  | 66  | 317 | 330 |

| Équipe                | PJ | V  | D  | N  | PTS | Bp  | Bc  |
| --------------------- | -- | -- | -- | -- | --- | --- | --- |
| Komets de Fort Wayne  | 80 | 40 | 27 | 13 | 93  | 343 | 311 |
| Goaldiggers de Toledo | 80 | 28 | 34 | 18 | 74  | 293 | 345 |
| Admirals de Milwaukee | 80 | 29 | 41 | 10 | 68  | 327 | 402 |
| Owls de Grand Rapids  | 80 | 27 | 41 | 12 | 66  | 327 | 340 |
| Gems de Dayton        | 80 | 28 | 45 | 7  | 63  | 307 | 355 |

### Meilleurs pointeurs
Nota : PJ = Parties Jouées, B  = Buts, A = Aides, Pts = Points
| Joueur               | Équipe     | PJ | B  | A  | Pts |
| -------------------- | ---------- | -- | -- | -- | --- |
| Al Dumba             | Fort Wayne | 79 | 47 | 72 | 119 |
| Tom Milani           | Kalamazoo  | 78 | 49 | 62 | 111 |
| Barry Scully         | Fort Wayne | 80 | 61 | 47 | 108 |
| Kevin Reeves         | Muskegon   | 80 | 42 | 64 | 106 |
| Denis Houle          | Port Huron | 80 | 49 | 55 | 104 |
| Tom Ross             | Kalamazoo  | 63 | 43 | 60 | 103 |
| Ken Federko          | Port Huron | 76 | 34 | 63 | 97  |
| Doug Robb            | Milwaukee  | 80 | 55 | 41 | 96  |
| Claude Saint-Sauveur | Milwaukee  | 43 | 38 | 57 | 95  |
| Jim Johnston         | Muskegon   | 80 | 42 | 53 | 95  |

## Séries éliminatoires
|  | Quarts de finale      | Quarts de finale     |                      |   | Demi-finales | Demi-finales |  |  | Finale | Finale |
|  | Quarts de finale      | Quarts de finale     |                      |   | Demi-finales | Demi-finales |  |  | Finale | Finale |
|  |                       |                      |                      |   |              |              |  |  |        |        |
|  |                       |                      |                      |   |              |              |  |  |        |        |
|  |                       |                      |                      |   |              |              |  |  |        |        |
|  | Flags de Port Huron   | 4                    |                      |   |              |              |  |  |        |        |
|  | Flags de Port Huron   | 4                    |                      |   |              |              |  |  |        |        |
|  | Generals de Flint     | 1                    |                      |   |              |              |  |  |        |        |
|  | Generals de Flint     | 1                    | Flags de Port Huron  | 2 |              |              |  |  |        |        |
|  |                       |                      | Flags de Port Huron  | 2 |              |              |  |  |        |        |
|  |                       | Wings de Kalamazoo   | 4                    |   |              |              |  |  |        |        |
|  | Wings de Kalamazoo    | Wings de Kalamazoo   | 4                    | 4 |              |              |  |  |        |        |
|  | Wings de Kalamazoo    |                      |                      | 4 |              |              |  |  |        |        |
|  | Mohawks de Muskegon   | 1                    |                      |   |              |              |  |  |        |        |
|  | Mohawks de Muskegon   | 1                    | Wings de Kalamazoo   | 4 |              |              |  |  |        |        |
|  |                       |                      | Wings de Kalamazoo   | 4 |              |              |  |  |        |        |
|  |                       | Komets de Fort Wayne | 2                    |   |              |              |  |  |        |        |
|  | Komets de Fort Wayne  | Komets de Fort Wayne | 2                    | 4 |              |              |  |  |        |        |
|  | Komets de Fort Wayne  |                      |                      | 4 |              |              |  |  |        |        |
|  | Goaldiggers de Toledo | 0                    |                      |   |              |              |  |  |        |        |
|  | Goaldiggers de Toledo | 0                    | Komets de Fort Wayne | 4 |              |              |  |  |        |        |
|  |                       |                      | Komets de Fort Wayne | 4 |              |              |  |  |        |        |
|  |                       | Gears de Saginaw     | 1                    |   |              |              |  |  |        |        |
|  | Gears de Saginaw      | Gears de Saginaw     | 1                    | 2 |              |              |  |  |        |        |
|  | Gears de Saginaw      |                      |                      | 2 |              |              |  |  |        |        |
|  | Admirals de Milwaukee | 0                    |                      |   |              |              |  |  |        |        |
|  | Admirals de Milwaukee | 0                    |                      |   |              |              |  |  |        |        |

### Quart de finale
| Date     | Visiteur   | Pointage | Receveur   |
| -------- | ---------- | -------- | ---------- |
| 12 avril | Flint      | 3-6      | Port Huron |
| 13 avril | Port Huron | 3-8      | Flint      |
| 16 avril | Flint      | 3-4 (P)  | Port Huron |
| 18 avril | Port Huron | 3-2      | Flint      |
| 19 avril | Flint      | 2-3 (P)  | Port Huron |

Les Flags de Port Huron remportent la série 4 à 1.
| Date     | Visiteur  | Pointage | Receveur  |
| -------- | --------- | -------- | --------- |
| 11 avril | Muskegon  | 2-7      | Kalamazoo |
| 12 avril | Kalamazoo | 4-5 (P)  | Muskegon  |
| 13 avril | Muskegon  | 2-6      | Kalamazoo |
| 17 avril | Kalamazoo | 8-0      | Muskegon  |
| 19 avril | Muskegon  | 2-4      | Kalamazoo |

Les Wings de Kalamazoo remportent la série 4 à 1.
| Date     | Visiteur   | Pointage | Receveur   |
| -------- | ---------- | -------- | ---------- |
| 9 avril  | Toledo     | 2-5      | Fort Wayne |
| 12 avril | Toledo     | 1-10     | Fort Wayne |
| 16 avril | Fort Wayne | 7-4      | Toledo     |
| 17 avril | Fort Wayne | 3-0      | Toledo     |

Les Komets de Fort Wayne remportent la série 4 à 0.
| Date     | Visiteur  | Pointage | Receveur |
| -------- | --------- | -------- | -------- |
| 12 avril | Milwaukee | 4-6      | Saginaw  |
| 13 avril | Milwaukee | 1-5      | Saginaw  |

Les Gears de Saginaw remportent la série 2 à 0.

### Demi-finales
| Date     | Visiteur   | Pointage | Receveur   |
| -------- | ---------- | -------- | ---------- |
| 25 avril | Port Huron | 2-3      | Kalamazoo  |
| 26 avril | Kalamazoo  | 4-5 (P)  | Port Huron |
| 27 avril | Port Huron | 3-4 (P)  | Kalamazoo  |
| 30 avril | Kalamazoo  | 3-2 (P)  | Port Huron |
| 2 mai    | Port Huron | 8-6      | Kalamazoo  |
| 19 avril | Kalamazoo  | 3-1      | Port Huron |

Les Wings de Kalamazoo remportent la série 4 à 2.
| Date     | Visiteur   | Pointage | Receveur   |
| -------- | ---------- | -------- | ---------- |
| 23 avril | Fort Wayne | 4-3      | Saginaw    |
| 26 avril | Fort Wayne | 1-4      | Saginaw    |
| 30 avril | Saginaw    | 4-6      | Fort Wayne |
| 3 mai    | Saginaw    | 3-6      | Fort Wayne |
| 4 mai    | Fort Wayne | 3-2      | Saginaw    |

Les Komets de Fort Wayne remportent la série 4 à 1.

### Finale
| Date   | Visiteur   | Pointage | Receveur   |
| ------ | ---------- | -------- | ---------- |
| 7 mai  | Fort Wayne | 1-6      | Kalamazoo  |
| 9 mai  | Kalamazoo  | 2-6      | Fort Wayne |
| 10 mai | Fort Wayne | 5-3      | Kalamazoo  |
| 14 mai | Kalamazoo  | 4-1      | Fort Wayne |
| 16 mai | Fort Wayne | 4-6      | Kalamazoo  |
| 17 mai | Kalamazoo  | 5-1      | Fort Wayne |

Les Wings de Kalamazoo remportent la série 4 à 2.

## Trophée remis
Par équipe
- Coupe Turner (champion des séries éliminatoires) : Wings de Kalamazoo.
- Trophée Fred-A.-Huber (champion de la saison régulière) : Wings de Kalamazoo.

Individuel
- Trophée Leo-P.-Lamoureux (meilleur pointeur) : Al Dumba, Komets de Fort Wayne.
- Trophée James-Gatschene (MVP) : Al Dumba, Komets de Fort Wayne.
- Trophée Garry-F.-Longman (meilleur joueur recrue) : Doug Robb, Admirals de Milwaukee.
- Trophée Ken-McKenzie (meilleur recrue américaine) : Bob Janecyk, Komets de Fort Wayne.
- Trophée des gouverneurs (meilleur défenseur) : John Gibson, Gears de Saginaw.
- Trophée James-Norris (gardien avec la plus faible moyenne de buts alloués) : Larry Lozinski,Wings de Kalamazoo.